# Sverige vid världsmästerskapen i friidrott 2013
Sverige deltog vid världsmästerskapen i friidrott 2013 i Moskva, Ryssland, som ägde rum 10–18 augusti 2013. Isabellah Andersson (maraton), Ebba Jungmark (höjdhopp) och Jessica Samuelsson (sjukamp) var uttagna till att delta i mästerskapet, men kunde ej närvara.

## Medaljörer
| Idrottare     | Gren   | Valör | Tid/distans | Datum      |
| ------------- | ------ | ----- | ----------- | ---------- |
| Abeba Aregawi | 1500 m | Guld  | 4.02,67     | 15 augusti |

## Resultat

### Herrar
| Idrottare          | Gren       | Försök   | Försök | Semifinal     | Semifinal     | Final         | Final         |
| Idrottare          | Gren       | Resultat | Rank   | Resultat      | Rank          | Resultat      | Rank          |
| ------------------ | ---------- | -------- | ------ | ------------- | ------------- | ------------- | ------------- |
| Nil de Oliveira    | 200 meter  | 20,97 s  | 34     | Avancerade ej | Avancerade ej | Avancerade ej | Avancerade ej |
| Mustafa Mohamed    | Maraton    | i.u.     | i.u.   | i.u.          | i.u.          | 2:17.09 SB    | 22            |
| Philip Nossmy      | 110 m häck | 13,66 s  | 23     | Avancerade ej | Avancerade ej | Avancerade ej | Avancerade ej |
| Ato Ibáñes         | 20 km gång | i.u.     | i.u.   | i.u.          | i.u.          | 1:24.49       | 23            |
| Perseus Karlström  | 20 km gång | i.u.     | i.u.   | i.u.          | i.u.          | 1:28.20       | 38            |
| Andreas Gustafsson | 50 km gång | i.u.     | i.u.   | i.u.          | i.u.          | 4:01.40       | 39            |
| Ato Ibáñes         | 50 km gång | i.u.     | i.u.   | i.u.          | i.u.          | 3:53.38       | 22            |

| Idrottare        | Gren        | Kval    | Kval     | Final         | Final         |
| Idrottare        | Gren        | Distans | Position | Distans       | Position      |
| ---------------- | ----------- | ------- | -------- | ------------- | ------------- |
| Alhaji Jeng      | Stavhopp    | 5,55 m  | 7 Q      | 5,65 m        | 9             |
| Michel Tornéus   | Längdhopp   | 7,75 m  | 19       | Avancerade ej | Avancerade ej |
| Leif Arrhenius   | Kulstötning | 19,53 m | 14       | Avancerade ej | Avancerade ej |
| Niklas Arrhenius | Diskus      | 59,13 m | 24       | Avancerade ej | Avancerade ej |
| Mattias Jons     | Slägga      | 73,47 m | 16       | Avancerade ej | Avancerade ej |
| Kim Amb          | Spjut       | 80,84 m | 9 Q      | 78,91 m       | 11            |
| Gabriel Wallin   | Spjut       | 74,66 m | 29       | Avancerade ej | Avancerade ej |

Tiokamp
| Idrottare      |          | 100 m   | LH     | KS      | HH     | 400 m   | 110H    | DK      | SH     | SK      | 1500 m  | Poäng       | Rank |
| -------------- | -------- | ------- | ------ | ------- | ------ | ------- | ------- | ------- | ------ | ------- | ------- | ----------- | ---- |
| Marcus Nilsson | Resultat | 11,42 s | 6,62 m | 14,81 m | 1,87 m | 50,56 s | 15,04 s | 42,49 m | 4,50 m | 54,86 m | 4.20,11 | 7 540 poäng | 24   |
| Marcus Nilsson | Poäng    | 769     | 725    | 778     | 687    | 789     | 845     | 715     | 760    | 661     | 811     | 7 540 poäng | 24   |

### Damer
| Idrottare          | Gren          | Försök   | Försök | Semifinal     | Semifinal     | Final         | Final         |
| Idrottare          | Gren          | Resultat | Rank   | Resultat      | Rank          | Resultat      | Rank          |
| ------------------ | ------------- | -------- | ------ | ------------- | ------------- | ------------- | ------------- |
| Moa Hjelmer        | 200 m         | 23,33 s  | 31     | Avancerade ej | Avancerade ej | Avancerade ej | Avancerade ej |
| Moa Hjelmer        | 400 m         | 52,39 s  | 24     | Avancerade ej | Avancerade ej | Avancerade ej | Avancerade ej |
| Abeba Aregawi      | 1500 m        | 4.07,66  | 6 Q    | 4.05,66       | 9 Q           | 4.02,67       | Guld          |
| Charlotta Fougberg | 3000 m hinder | 9.59,17  | 26     | i.u.          | i.u.          | Avancerade ej | Avancerade ej |

| Idrottare          | Gren      | Kval       | Kval     | Final         | Final         |
| Idrottare          | Gren      | Distans    | Position | Distans       | Position      |
| ------------------ | --------- | ---------- | -------- | ------------- | ------------- |
| Emma Green         | Höjdhopp  | 1,92 m     | 1 Q      | 1,97 m SB     | 5             |
| Angelica Bengtsson | Stavhopp  | 4,45 m     | 16       | Avancerade ej | Avancerade ej |
| Erica Jarder       | Längdhopp | 6,59 m     | 9 Q      | 6,47 m        | 10            |
| Tracey Andersson   | Slägga    | 61,37 m    | 26       | Avancerade ej | Avancerade ej |
| Sofi Flink         | Spjut     | 61,96 m NR | 9 Q      | 59,52 m       | 10            |

Sjukamp
| Idrottare   |          | 110H    | HH     | KS      | 200 m   | LH     | SK      | 800 m   | Poäng       | Rank |
| ----------- | -------- | ------- | ------ | ------- | ------- | ------ | ------- | ------- | ----------- | ---- |
| Sofia Linde | Resultat | 14,02 s | 1,74 m | 13,80 m | 25,64 s | 5,80 m | 40,13 m | 2.16,34 | 5 822 poäng | 25   |
| Sofia Linde | Poäng    | 976     | 903    | 781     | 829     | 789    | 670     | 874     | 5 822 poäng | 25   |